# دوري كوستاريكا لكرة القدم 2006-07
دوري كوستاريكا لكرة القدم 2006-07 (بالإسبانية: Campeonato de Fútbol de Costa Rica 2006-2007) هو موسم من دوري كوستاريكا لكرة القدم. أقيم خلال الفترة 5 أغسطس 2006 وحتى 13 مايو 2007، وكان عدد الأندية المشاركة فيه 12، وفاز فيه ديبورتيفو سابريسا.